# Socha Josého de San Martína (Boulogne-sur-Mer)
Socha Josého de San Martína je památník ve městě Boulogne-sur-Mer, ve francouzském departementu Pas-de-Calais. Byla vytvořena sochařem Henrim Allouardem. 
Celý pomník měří 8,7 m a je to bronzová jezdecká socha generála Josého de San Martína, osvoboditele Argentiny, Chile a Peru, který ve městě zemřel. U paty podstavce je postava znázorňující alegorii Vítězství a na podstavci jsou dva reliéfy. Odhalena byla v roce 1909 na bulváru Sainte-Beuve.
V roce 2016 proběhlo kompletní zrestaurování památníku, který kromě klimatických vlivů poškodilo i ostřelování během 2. světové války. Protože socha není památkově chráněná, byla část finančních prostředků získána veřejnou sbírkou.